# Placówka Straży Granicznej I linii „Sianki”
Placówka Straży Granicznej I linii „Sianki” – jednostka organizacyjna Straży Granicznej pełniąca służbę ochronną na granicy polsko-czechosłowackiej w okresie międzywojennym.

## Geneza
Na wniosek Ministerstwa Skarbu, uchwałą z 10 marca 1920 roku, powołano do życia Straż Celną. Od połowy 1921 roku jednostki Straży Celnej rozpoczęły przejmowanie odcinków granicy od pododdziałów Batalionów Celnych. Proces tworzenia Straży Celnej trwał do końca 1922 roku. Placówka Straży Celnej „Sianki” weszła w podporządkowanie komisariatu Straży Celnej „Sianki”.

## Formowanie i zmiany organizacyjne
Rozporządzeniem Prezydenta Rzeczypospolitej Polskiej Ignacego Mościckiego z 22 marca 1928 roku, do ochrony północnej, zachodniej i południowej granicy państwa, a w szczególności do ich ochrony celnej, powoływano z dniem 2 kwietnia 1928 roku  Straż Graniczną.
Rozkazem nr 5 z 16 maja 1928 roku w sprawie organizacji Małopolskiego Inspektoratu Okręgowego dowódca Straży Granicznej gen. bryg. Stefan Pasławski określił strukturę organizacyjną komisariatu SG „Wysocko Niżne”. Placówka Straży Granicznej I linii „Sianki” znalazła się w jego strukturze.
Na początku 1939 roku 1 pułk piechoty KOP „Karpaty” przejął od Straży Granicznej odcinek granicy polsko-węgierskiej. Placówka Straży Granicznej I linii „Sianki” została rozwiązana. Batalion KOP „Skole” zorganizował między innymi strażnicę KOP „Sianki”.

## Służba graniczna
Sąsiednie placówki:
- placówka Straży Granicznej I linii „Ustrzyki Górne” ⇔ placówka Straży Granicznej I linii „Hnyła”− 1928[6]

## Kierownicy placówki
- st. przodownik Franciszek Grewling – (1928-1935)[8]